# Khu hoàng gia Kensington và Chelsea

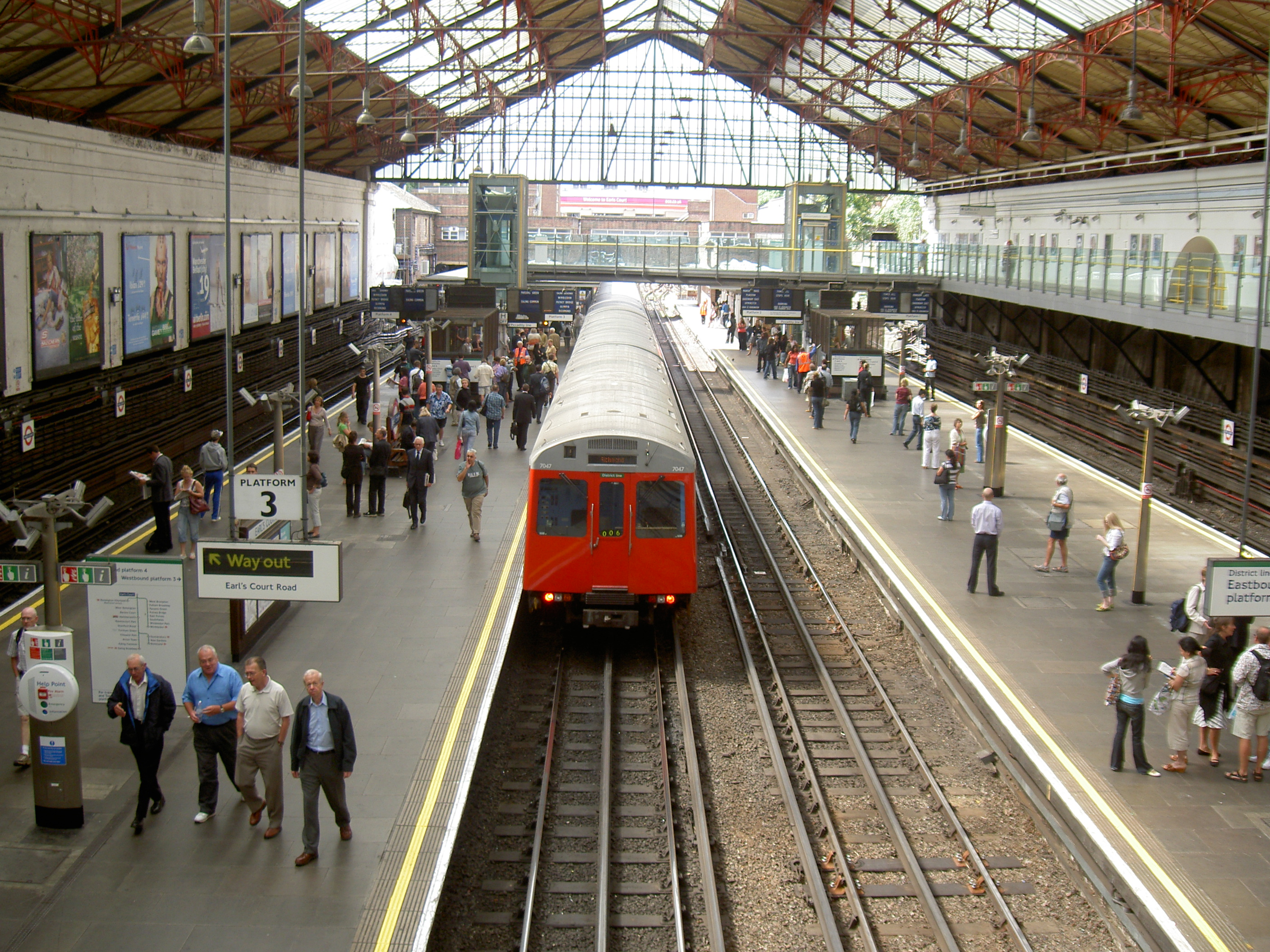

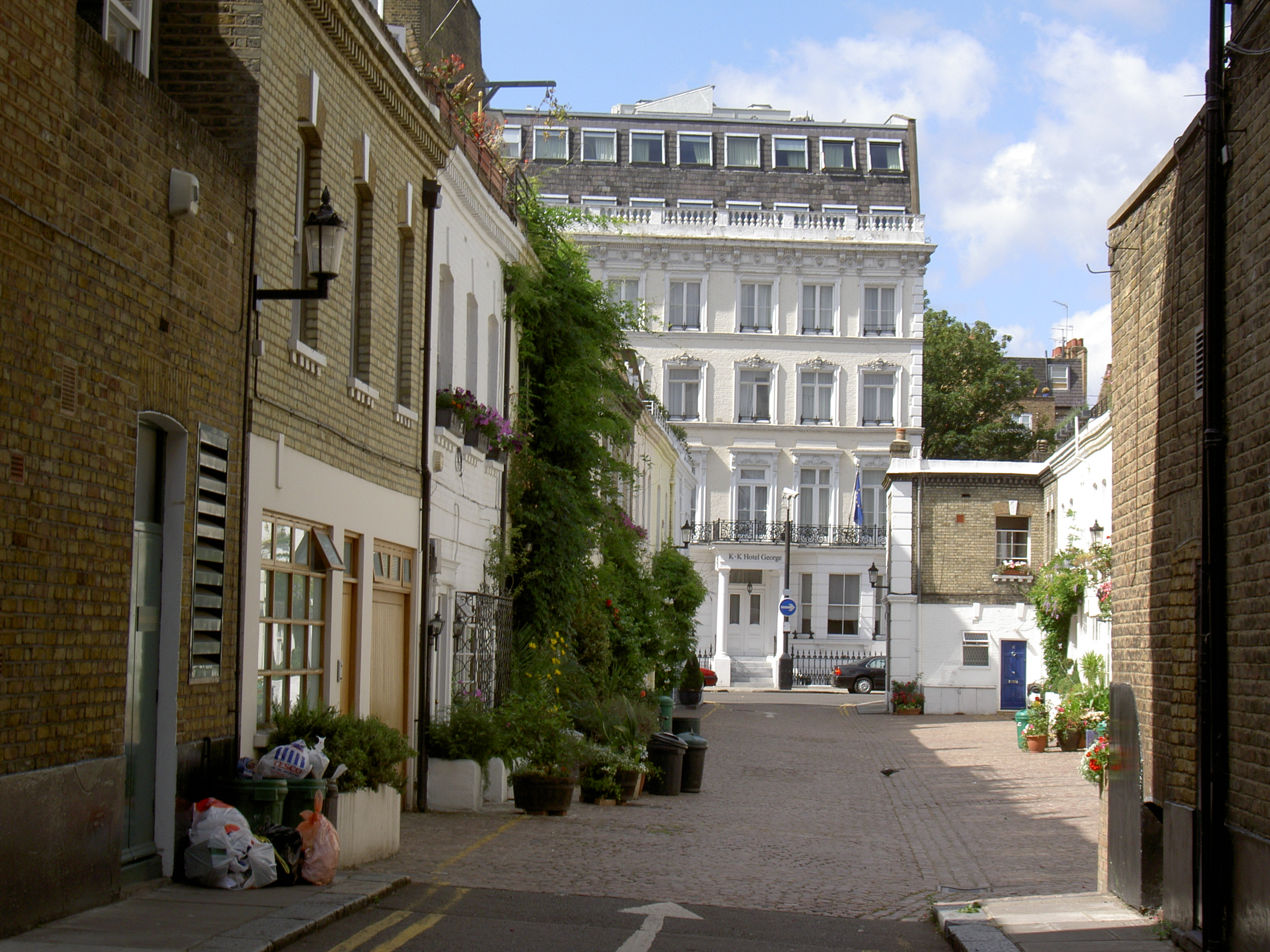

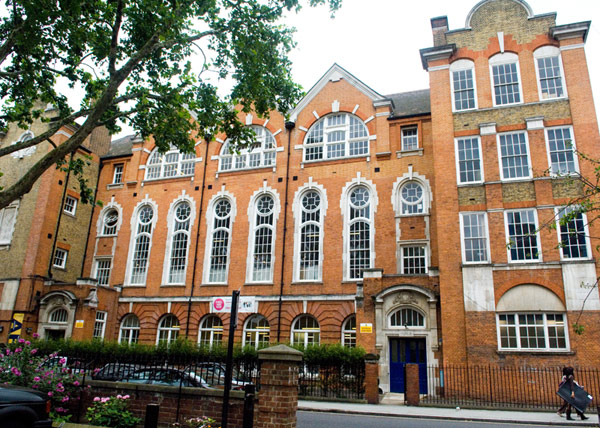
Đại học Kensington và Chelsea tại Chelsea

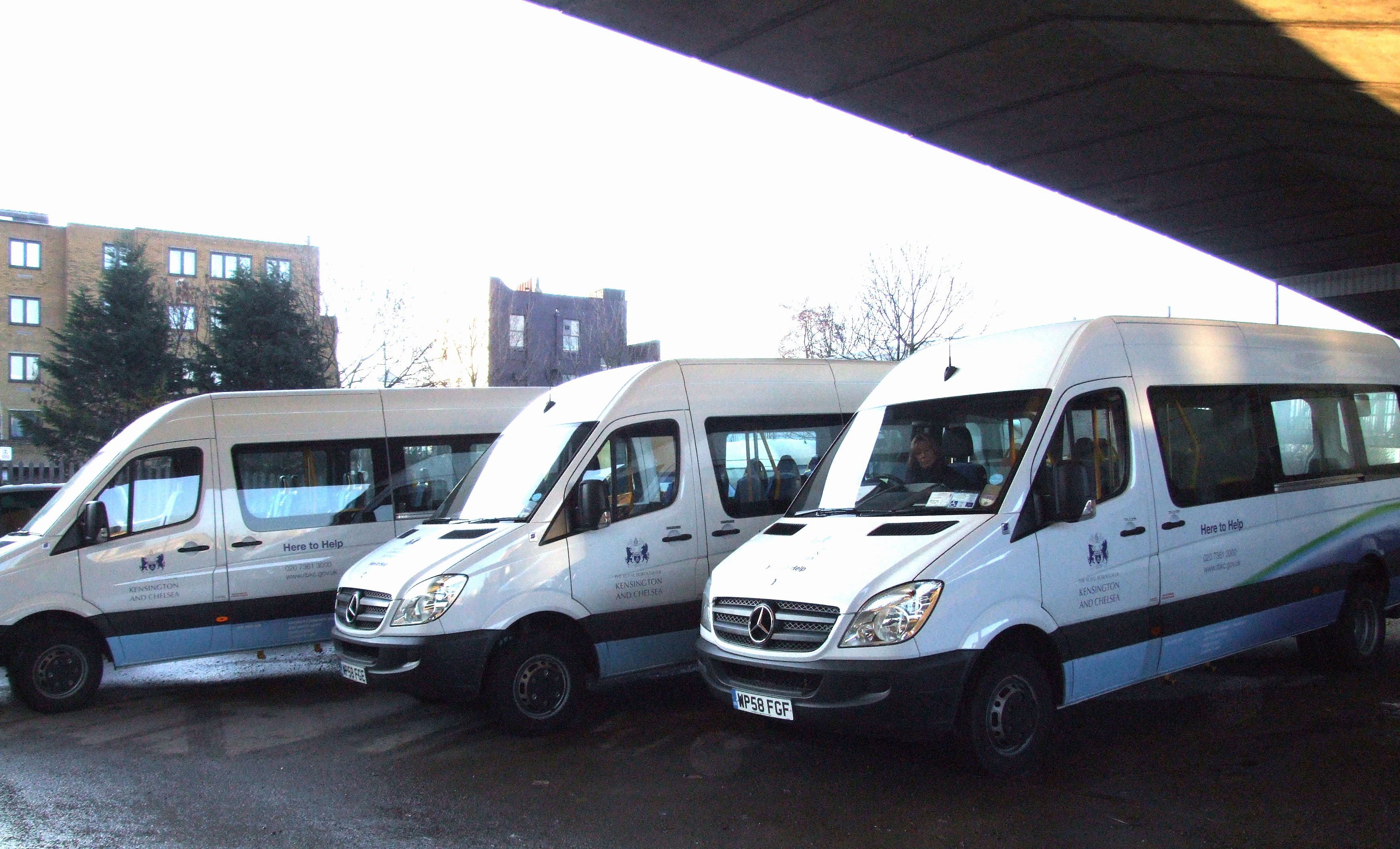
Phương tiện dịch vụ xã hội phục vụ cho khu tự quản

Khu hoàng gia Kensington và Chelsea (tiếng Anh: Royal Borough of Kensington and Chelsea, thường viết tắt là RBKC) là một khu tự quản Luân Đôn trung tâm, mang tư cách là khu tự quản Hoàng gia. Đây là khu tự quản giàu có nhất ở Anh.
Đây là một đô thị mà theo thống kê 2001 của Liên hiệp Anh có mật độ cơ quan chính quyền địa phương dày đặc nhất tại Liên hiệp Anh, với dân số vào khoảng 158.919, mật độ 13.244 người 1 km². Với tổng diện tích vùng khoảng 12 km², đây là khu tự quản Luân Đôn nhỏ nhất, không bao gồm Thành phố Luân Đôn).